# الانتخابات البرلمانية في تيمور الشرقية 2023
جرت الانتخابات البرلمانية في تيمور الشرقية في 21 مايو 2023.  الائتلاف الحاكم الحالي هو حكومة مكونة من أربعة أحزاب هي: فريتلين Fretilin– حزب التحرير الشعبيPLP– وحدة كمانك هابوراس الوطنية، تيمور ووانKHUNTO– الحزب الديمقراطي PD، في حين أن المؤتمر الوطني لإعادة إعمار التيموريين في المعارضة.

## خلفية
في البداية، بعد الانتخابات البرلمانية 2018، جرى تشكيل الحكومة الدستورية الثامنة من تحالف معروف باسم التحالف من أجل التغيير والتقدم (AMP)، والذي كان يتألف من المؤتمر الوطني لإعادة الإعمار التيموري (CNRT)، وحزب التحرير الشعبي (PLP) وKmanek Haburas Unidade National Timor Oan (KHUNTO). كان على رئيس الوزراء مرعي بن عمودة الكتيري من حزب فريتلين تسليم سلطته إلى تور ماتان رواك من حزب التحرير الشعبي. ومع ذلك، رفض الرئيس فرانسيسكو جوتيريس (من حزب فريتيلين) تعيين عدد كبير من المرشحين الذين رشحهم CNRT لشغل مناصب حكومية، حيث اعتبرهم غير مناسبين لأسباب مختلفة. تمكنت Taur Matan Ruak من تشكيل حكومة على أي حال من خلال جعل المناصب الشاغرة لأعضاء CNRT المفقودين يديرها أعضاء حكوميون آخرون. في البرلمان الوطني، حرم تحالف AMP حزبي المعارضة Fretilin وPartido Democrático (PD) من المشاركة الكافية في هيئة الرئاسة وفي إدارة اللجان، مما أدى إلى مزيد من النزاعات.
في عام 2020، ألقى نواب CNRT باللوم بشكل متزايد على رئيس الوزراء تور ماتان رواك لحقيقة أن معظم وزراء CNRT ما زالوا ليسوا في مناصبهم بعد 18 شهرًا. في 17 يناير، فشل اقتراح الميزانية للحكومة بسبب امتناع نواب CNRT عن التصويت. لذلك أعلن تور ماتان رواك نهاية تحالف AMP، لكن الرئيس غوتيريش طلب منه الاستمرار في قيادة الحكومة في ذلك الوقت. في 22 فبراير، وقع CNRT، وخونتو، والحزب الديمقراطي، والاتحاد الديمقراطي التيموري (UDT)، وفرينتي مودانشا ‏ (FM) والحزب المتحد للتنمية والديمقراطية (PUDD) اتفاقية ائتلافية لتشكيل حكومة جديدة. ومع ذلك، لم يقبل الرئيس جوتيريش مرة أخرى طلب تور ماتان رواك بالاستقالة بعد يومين وطلب منه بدلاً من ذلك مواصلة قيادة الحكومة الانتقالية. ومع تفشي وباء كورونا في تيمور الشرقية في نهاية شهر مارس، ضربت البلاد أزمة أخرى. ثم أعلن حزب KHUNTO أنه سيدعم الآن Taur Matan Ruak مرة أخرى، وسحب طلبه للاستقالة في 8 أبريل. لم يرد الرئيس غوتيريش على اقتراح تحالف الأحزاب الستة بتعيين غوسماو رئيسًا للوزراء. في 27 أبريل، خسر التحالف تصويتًا في البرلمان على حالة الطوارئ بسبب فيروس كورونا، حيث صوت حزب التحرير الشعبي، وخونتو، وفريتلين بالإجماع. كانت هذه نهاية الائتلاف، وضمت الحكومة الثامنة الآن ممثلين عن حزب فريتلين في مجلس الوزراء، بالإضافة إلى جوليو سارمينتو دا كوستا من حزب PD، الذي دعم الحكومة أيضًا. جرى استبدال رئيس البرلمان أراو نوي دا كوستا أمارال من CNRT بـ أنيسيتو جوتيريس لوبيز من حزب Fretilin وأعيد تشكيل مجالس اللجان، باستثناء CNRT.

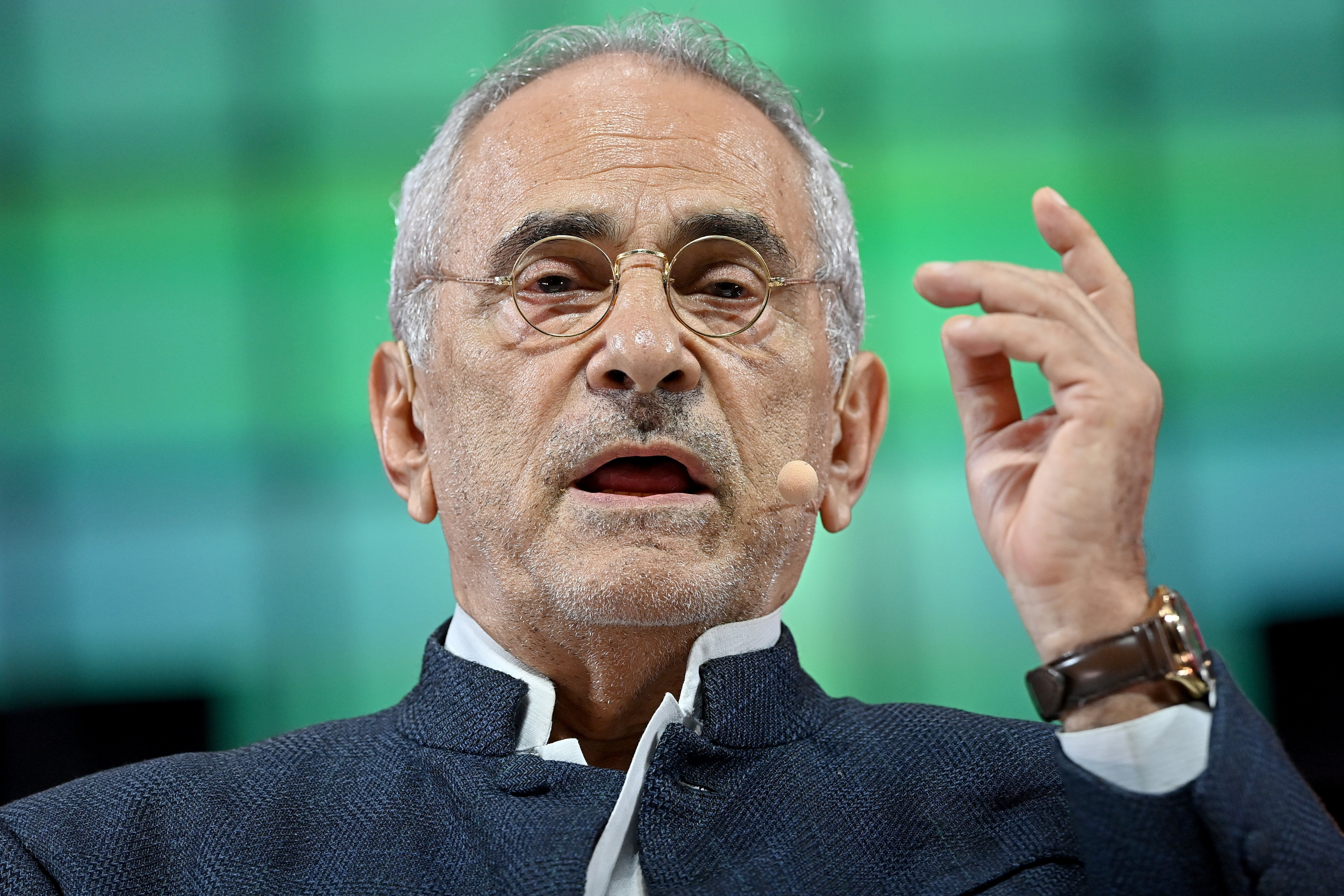
الرئيس راموس في (2022)

أجريت الانتخابات الرئاسية في 19 مارس 2022. وترشح الرئيس آنذاك فرانسيسكو جوتيريش للانتخاب لولاية ثانية. ونظرًا لعدم حصول أي من المرشحين الرئاسيين على 50 ٪ على الأقل من الأصوات في الجولة الأولى، فقد أجريت جولة الإعادة في 19 أبريل 2022، بين المرشحين الأولين، خوسيه راموس هورتا وجوتيريس. وقد فاز راموس هورتا في جولة الإعادة بنسبة 62.1٪ من إجمالي الأصوات المدلى بها. كانت تلك الانتخابات هي المرة الأولى التي يُعاد فيها انتخاب شخص ما لرئاسة تيمور الشرقية (وإن كان لفترة غير متتالية)، وكذلك المرة الثانية التي يُهزم فيها رئيس حالي - بعد انتخابات عام 2012. صرَّ الرئيس السابق خوسيه راموس هورتا أن الرئيس الحالي فرانسيسكو جوتيريش قد انتهك الدستور. وكان جوتيريش قد رفض في السابق قبول أداء اليمين لعدة وزراء من حزب راموس هورتا على أساس أنهم يخضعون حاليًا لتحقيقات قانونية بشأن الفساد. صرح راموس هورتا أنه في حالة فوزه في الانتخابات الرئاسية، فمن المحتمل أن يحل البرلمان ويدعو إلى انتخابات جديدة. سعى راموس إلى تحقيق توازن بين الأحزاب السياسية في خطاباته، لكنه ظل غامضًا في تعليقاته على خطط ما بعد الانتخابات. وعد راموس هورتا بالحد من الفقر، وزيادة خدمات الرعاية الصحية للأمهات والأطفال، فضلا عن زيادة خلق فرص العمل. كما ذكر أنه يريد محاولة تحسين التواصل بين الأحزاب السياسية الحاكمة لأغراض زيادة الاستقرار. بالإضافة إلى ذلك، صرح راموس هورتا عن نيته في العمل مع الحكومة لمعالجة قضايا وباء كورونا والحرب في أوكرانيا. وبعد فوزه على غوتيريش، أعلن راموس أنه سيدعم الحكومة الثامنة حتى نهاية تفويضها.
في نوفمبر 2022، كان راموس قد حدد موعد الانتخابات العادية الجديدة للبرلمان على أن تكون في 20 فبراير 2023. ولكن بعد ذلك اندلع نقاش حول التوقيت الدقيق وملاءمة موعد الانتخابات. وأخيرًا، أعلن الرئيس راموس أن يوم 21 مايو سيكون موعدًا للانتخابات. على أن يكون الإعلان عن النتائج النهائية في يونيو ويتولي البرلمان الجديد مهامه في 12 يونيو (وتؤدي الحكومة الجديدة اليمين في 21 يونيو). بالإضافة إلى ذلك، يمكن إقرار الميزانية الوطنية لعام 2024 في الوقت المناسب، وهو ما من شأنه تجنب مشاكل مختلفة، وستعقد قمة الآسيان في سبتمبر لقبول تيمور الشرقية كعضو رسمي. وكان حزب Fretilin قد اقترح موعدًا في النصف الثاني من العام.

## النظام الانتخابي
يُنتخب أعضاء البرلمان الوطني البالغ عددهم 65 عضوا من دائرة انتخابية واحدة على مستوى البلاد عن طريق التمثيل النسبي للقائمة المغلقة. كان مطلوبًا من الأحزاب أن تُرشِّح امرأة في كل مركز ثالث على الأقل في قائمتها. ويجري تخصيص المقاعد باستخدام طريقة هوندت d'Hondt مع عتبة انتخابية بنسبة 4%. كان على الناخبين الإدلاء بأصواتهم في بلديتهم، مما يعني أن العديد من سكان العاصمة ديلي اضطروا للسفر إلى منازلهم يوم الانتخابات. وبعد تجربة الانتخابات الرئاسية السابقة، سيجري افتتاح مركز اقتراع في ديلي لكل بلدية من بلديات تيمور الشرقية في الانتخابات البرلمانية أيضًا، من أجل توفير سفر الناخبين لبلداتهم الأصلية. تخطط هيئة الانتخابات Secretáriado Técnico de Administração Eleitoral (STAE) لتوفير إجمالي 1500 مركز اقتراع و1880 مقر اقتراع في البلاد.

## النتائج
| الحزب                           | الحزب                                         | الأصوات | %      | المقاعد |
| ------------------------------- | --------------------------------------------- | ------- | ------ | ------- |
|                                 | National Congress for Timorese Reconstruction | 288٬101 | 41.62  | 31      |
|                                 | Fretilin                                      | 178٬248 | 25.75  | 19      |
|                                 | Democratic Party                              | 64٬493  | 9.32   | 6       |
|                                 | Kmanek Haburas Unidade Nasional Timor Oan     | 52٬021  | 7.52   | 5       |
|                                 | People's Liberation Party                     | 40٬696  | 5.88   | 4       |
|                                 | Green Party of Timor                          | 25٬100  | 3.63   | 0       |
|                                 | United Party for Development and Democracy    | 21٬639  | 3.13   | 0       |
|                                 | Timorese Monarchist People's Association      | 6٬678   | 0.96   | 0       |
|                                 | People's Freedom Party of Aileba              | 3٬272   | 0.47   | 0       |
|                                 | Timorese Social Democratic Action Center      | 3٬169   | 0.46   | 0       |
|                                 | Socialist Party of Timor                      | 2٬415   | 0.35   | 0       |
|                                 | Republican Party                              | 1٬558   | 0.23   | 0       |
|                                 | Christian Democratic Party                    | 1٬262   | 0.18   | 0       |
|                                 | Timorese Democratic Union                     | 1٬256   | 0.18   | 0       |
|                                 | National Unity of Timorese Resistance         | 1٬022   | 0.15   | 0       |
|                                 | Freedom Movement for the Maubere People       | 642     | 0.09   | 0       |
|                                 | Party of National Development                 | 597     | 0.09   | 0       |
| المجموع                         | المجموع                                       | 692٬169 | 100.00 | 65      |
|                                 |                                               |         |        |         |
| الأصوات الصحيحة                 | الأصوات الصحيحة                               | 692٬169 | 98.05  |         |
| الأصوات الباطلة                 | الأصوات الباطلة                               | 11٬049  | 1.57   |         |
| الأصوات الفارغة                 | الأصوات الفارغة                               | 2٬693   | 0.38   |         |
| مجموع الأصوات                   | مجموع الأصوات                                 | 705٬911 | 100.00 |         |
| الناخبين المسجلين ومعدل الإقبال | الناخبين المسجلين ومعدل الإقبال               | 890٬145 | 79.30  |         |
| المصدر: CNE, Tatoli             |                                               |         |        |         |